# Mouriri angulicosta
Mouriri angulicosta är en tvåhjärtbladig växtart som beskrevs av Thomas Morley. Mouriri angulicosta ingår i släktet Mouriri och familjen Melastomataceae. Inga underarter finns listade i Catalogue of Life.